# 番ことみ
番 ことみ（1982年12月17日 - ）は、日本のアイドル・タレント。大阪府出身。夙川学院短期大学卒。かつては、ホリプロ大阪支社に所属していた。現在、MOCファッションモデルエージェンシー。
血液型はB型。愛称は、ばんちゃん、こっちゃん、ばんび。

## 略歴
- 2000年にHOP CLUBの1期生としてデビュー。同グループのリーダーとして関西を活動拠点（それ以外はほとんど活動しないスタンスをとる）に幅広く活躍。
- 2006年9月から2007年12月まで「ばん ことみ」名義で活動していたが、2008年1月より元の表記に戻された。
- 2008年6月25日バレーボールVリーグ「堺ブレイザーズ」所属の千葉進也と結婚。2009年12月20日、自身のブログにて妊娠5ヵ月であることを明かし、2010年5月20日に男子を出産したことを発表した。現在はタレント活動をセーブし育児に専念している。
- ホリプロ大阪を、2012年3月31日卒業した。ブログは引き続き続けるとのこと。
- 2012年10月25日有限会社モックプランニング、MOCファッションモデルエージェンシー所属の報告があった。

## 人物
- 趣味はクラシックバレエ、好きな食べ物は焼肉、好きな色はピンク。
- 特徴的な大きな鼻がトレードマーク。

### GT選手権のイメージガールとして
- 番はタレント活動の傍ら、2002年にマリオレーシングギャル、2003年には「カッチャオガールズ」（他のメンバーは金光育恵と西浦真帆）の一員として全日本GT選手権（現：SUPER GT）のレースクイーンを務める。この経験を生かし、2004年にJGTCイメージガールvivaceでリーダーを務めた[1]。
- 前述の通り特徴的な大きい鼻がトレードマークだが、その特徴をGTの事務局の関係者が見ていたこともあって、イメージガールに決定したらしい[2]。
- 第4戦のマレーシア開催時は、出演していたラジオ番組を欠席し、堀越のりに代理を任せた。また、マレーシアでは初めて飛行機に乗ったが、「耳が痛くなるから苦手」とコメントしていた[3]。
- vivaceはGT終了後も活動を続けていたが、ただ一人事務所が違っていたこともあり、同ユニットからは卒業となった[4]。

## 作品

### 映像作品
- BANBANBAN!!（2003年12月21日、ハピネット）
- Bang-On!（2004年5月21日、V Star）
- ばんび（2004年12月15日、ラインコミュニケーションズ）
- Ba～n!（2005年3月11日、アクアハウス）
- アイドル解体新書FILE#3～私の取説～（2006年3月31日、ベガファクトリー）
- あばんちゅ（2006年10月25日、バウハウス）
- 小悪魔番長（2007年2月23日、フォーサイド・ドットコム）

## 出演
テレビ
- OH!バンデス（2013年1月 - 、ミヤギテレビ)

### 過去の出演番組
テレビ
- あいどるch（2004年3月)
- ごきげん!ブランニュ（ABCテレビ）※2004年の夏のごきブラカバーガールとして
- 水着少女（テレビ東京）
- 激走!GT（2004年4月 - 2005年3月、テレビ東京）※準レギュラー
- ラブ×デリ（2004年4月 - 2005年3月、BSジャパン）※リポーター
- ミラクルH（2006年7月11日、テレビ東京）
- たかじんONE MAN（MBSテレビ）
- サンガ@LOVE（2006年、KBS京都テレビ）
- 脳内活性!クイズファクトリー アホカワクイーン決定戦・第3回（2006年8月7日、関西テレビ）
- おはよう朝日です（ABCテレビ）
- ジャンクSPORTS(2008年10月26日/2009年4月19日、フジテレビ)
- ビジネス新伝説 ルソンの壺
- たかじん胸いっぱい（関西テレビ、土曜12:00～13:00）
- ビートップスでお買物（読売テレビ、昼放送、深夜放送）

ラジオ
- Bフライデースペシャル 陣内・ケンコバ45ラジオ（2003年4月 - 2004年4月、MBSラジオ）
- グーグーモンキーズ（2004年4月 - 2005年9月、MBSラジオ）
- ゴーゴーモンキーズ（2005年10月 - 2006年3月、MBSラジオ）※木曜日

その他
- パンスキンBBトータルクリーム通販のCM
- その他の関西のテレビ・ラジオに出演。

### パチンコ
- CRばんことみのモンスターナイト（2006年）

## 関連人物
- 千葉進也
- 実はる那
- 堀越のり